# Килбург, Миа
Миа Манганелло Килбург (англ. Mia Manganello Kilburg; род. 27 октября 1989 года, Форт-Уолтон-Бич, США) — американская конькобежка, многократная призерка национального чемпионата по конькобежному спорту в США в юниорской и взрослой возрастных категориях, а также ряда других соревнований. Бронзовая олимпийская чемпионка в командной гонке на зимних Олимпийских игр 2018 года, бронзовая призёр в женской гонке преследования I-го этапа Кубка мира по конькобежному спорту сезона 2008/2009 года.

## Биография
Миа Манганелло родилась в городе Форт-Уолтон-Бич, штат Флорида, США. С восьмилетнего возраста каталась на роликовых коньках. В 2002 году её семья переехала из Форт-Уолтона-Бич в Солт-Лейк-Сити. Начала заниматься конькобежным спортом после того, как целую неделю провела в Олимпийском овале Юты, где проходили соревнования в рамках зимних Олимпийских игр 2002 года. В национальной сборной за её подготовку отвечает тренер Том Кушман (англ. Tom Cushman). В 2010 году после того, как она не смогла квалифицироваться на зимние Олимпийские игры 2010 года, Миа приостановила занятия конькобежным спортом и на протяжении шести лет профессионально занималась велосипедным спортом, принимая участие на разного рода соревнованиях в составе американской командой «Visit Dallas DNA Pro Cycling».
После замужества, выступает под двойной фамилией.

### Спортивная карьера
Свою первую медаль на соревновании международного уровня под эгидой ИСУ Манганелло выиграла во время I-го этапа Кубка мира по конькобежному спорту сезона 2008/2009 года, что проходил в столице Германии — Берлине. 9 ноября на катке в спорткомплексе «Спортфорум Хохеншёнхаузен» американские спортсменки в женской гонке преследования с результатом 3:05,68 финишировали третьими. Более высокие позиции заняли конькобежки из Германии (3:04,51 — 2-е место) и Нидерландов (3:04,34 — 1-е место).
На зимних Олимпийских играх 2018 года Миа Манганелло дебютировала в забеге на 1500 м, масс-старте и командной гонке. 12 февраля 2018 года на Олимпийском Овале Каннына в забеге на 1500 м среди женщин она финишировала с результатом 1:59.93 +(5.58). В итоговом зачёте Миа заняла 22-е место. Бронзовыми медалями для американских конькобежек завершилось участие в командной гонке преследования. 21 февраля 2018 года на Олимпийском Овале Каннына они финишировали в финале В с результатом 2:59.27. Более высокие позиции заняли конькобежки из Нидерландов (2:55.48 — 2-е место) и Японии (2:53.89 (олимпийский рекорд времени) — 1-е место). 24 февраля в масс-старте среди женщин Манганелло финишировала с результатом 8:54.40. В итоговом зачёте Миа заняла 15-е место.